# Sanica
Sanica (szerbül: Саница) falu Bosznia-Hercegovinában, a Bosznia-hercegovinai Föderáció Una-Szanai kantonjában, Ključ községben. Az ősi Sanica helyén ma három település van: Sanica Gornja, Sanica Donja és Sanica. A Sanica (Szanica) név a kis Szana kifejezésből származik, amely a Szana bal oldali mellékfolyójára utal, amelynek torkolata 12 km-re található Ključ városától. A folyó a Grmeč-hegységben két forrásból ered.

## Fekvése
Bosznia-Hercegovina nyugati részén, Bihácstól légvonalban 68, közúton 96 km-re délkeletre, Ključtól légvonalban 11, közúton 19 km-re északnyugatra, a Grmeč-hegység alatt, a Szanica-folyó és a Sanička, valamint a Korčanica-patakok összefolyásánál fekszik. 

## Népessége
| Nemzetiségi csoport | Népesség 1991 | Népesség 2013 |
| ------------------- | ------------- | ------------- |
| Szerb               | 641           | 18            |
| Bosnyák             | 1526          | 1298          |
| Horvát              | 4             | 5             |
| Jugoszláv           | 50            | 0             |
| Egyéb               | 20            | 16            |
| Összesen            | 2241          | 1337          |

## Története
Sanica területe őskori és ókori leletekben rendkívül gazdag. Ezek a lelőhelyek ma nagyrészt a mai Sanica Gornja területén találhatók. Ez azt bizonyítja, hogy itt már ősidőktől fogva élénk társadalmi élet folyt. Az ókorban az illírek egyik törzse, a mazaioi élt itt. Az ő erődítményeik és erődített településeik találhatók a Plećina-mező feletti „Crkvena glavica”, a szintén Plećina nevű mező feletti „Plećina”, valamint a „Šulića glavica” és a „Palačište” nevű lelőhelyeken. A Szanica völgyén haladt át egy római út (Claudius útja) is, amely a Grmeč déli oldalán található Bravsko poljéból érte el a vidéket, és amely a dalmáciai Salonától a pannoniai Sziszekig vezetett. Ezt bizonyítja a Donja Sanica közelében, a vasútállomos területén talált római lelet, egy épület pecsétes tégláinak maradványai is. A sanica gornjai pantoši településrészen a „Dvorišta” nevű lelőhelyen egy római kori település maradványai is megtalálhatók. Megemlítendők még a sanica donjai „Moćila” nevű lelőhely római kori leletei, melyek cseréptördékekből, téglákból, római pénzérmékből és egyéb épületmaradványokból állnak. Mindezek a leletek vitathatatlanul a helyi lakosság élénk tevékenységéről tanúskodnak a római korban.
Donji kraj területének kialakulása legkésőbb 1244-ben, a bosnyák bánok uralma alatt történt, amikor IV. Béla magyar király oklevelében ez a terület „Olfeld” alakban szerepel. Jelena Mrgić szerint azonban Béla vazallusa, Prijezda bán (1211-1287) az akkori politikai helyzet miatt nem tudott új területeket szerezni, így a területet határjellegéből adódóan Donji krajnak (azaz Alvégnek) nevezték el. A középkorban Sanica területe a Donji kraj részeként a 14. század elején vált a középkori boszniai állam részévé, amikor a Hrvatinić családból származó II. István bosnyák bán vette uralma alá ezeket a területeket. Sanica területe főként a Hrvatinić család örökségi birtoka (székhelye Ključ vára) és Banica megye része maradt egészen a középkori Bosznia 1463-as bukásáig.
Vukoslav Hrvatinić vajda két oklevelet adott ki itt, melyek történelmi szempontból kivételes jelentőségüek Donji kraj akkori topográfiájára vonatkozóan. Az első oklevelet 1315-ben adta ki Sanica (Zanichca) településen, melyben Obrad fia, Vukoslav és rokonai vitájában hozott ítéletet egy sanicai (de Zanicha) birtok ügyében. Ez egyben Sanica első írásos említése. A vajda második oklevelét 1325-ben adták ki Ključban, ez egyben az első írásos emlék Ključ városáról a történeti forrásokban. A szórványosan felelhető, töredékesen fennmaradt utalások jól mutatják, hogy a Hrvatinić család tulajdonaként hogyan fejlődött Sanica a középkorban. II. István bosnyák bán 1326-os oklevelében írják le részletesen a Hrvatinićek birtokait, majd 1351-ben kelt oklevelében Vukoslav fiait megerősíti ezekben a birtokokban felsorolva a testvérekhez tartozó településeket, Sanica és néhány más hely azonban nem szerepel ezek között. Az 1353-ból származó oklevél szerint.a harmadik testvér megkapta a plébánia központját, Ključ városát bizonyos számú településsel, de Sanica ezek között sem szerepel ebben a listában. Így csak feltételezni lehet, hogy Sanica ebben az időszakban is Vukoslav fiainak a birtoka volt.
A 14. század hatvanas-nyolcvanas éveiben Banica megye egy része a Magyar Királyság része lett, de Hervoja herceg visszaszerezte Hrvatinićeknek. Hrvoje halála után Sanica unokatestvéréé, Dragisics Ivanisé volt, és leszármazottai birtokában marad mindaddig, amíg az oszmán uralom alá nem kerül. I. Mátyás magyar király törökellenes hadjárata után Sanica a Jajcai bánság része lett, és ebben a közigazgatási minőségben maradt a 15. század utolsó évtizedéig, amikor visszacsatolták az Oszmán Birodalomhoz.
A következő eredeti adat, amelyben Sanicát említik, a 15. század legvégére nyúlik vissza. Ez volt az évtized, amikor Sanica a Jajcai bánság része volt. A dubrovniki levéltárban őriznek egy szerződést, amelyet 1493. február 27-én írtak, és amelyben rögzítik, hogy Vukša Radienčić (Vuchxa Radiencich), egy sanicai kereskedő (de Sanize de partibus Bosne), az akkori bevett gyakorlat szerint Dubrovniknak tartozott nyolc dukát erejéig. Itt valószínűleg szövetek kölcsönvételéről volt szó, amelyeket Vukša Radienčićnak később pénzben kellett visszaadnia a hitelezőnek. Az, hogy Vukša Radienčić kereskedő, aki Sanicából a távoli Dubrovnikba megy árut kölcsönözni, amelyet később helyben értékesít, Sanica gazdasági tevékenységéről tanúskodik, amely eszerint legalább kisebb mértékben különbözött a környék többi falujától. Nem sokkal a már említett kereskedelmi megállapodás létrejötte után Sanica, valamint az egész banicai területet az oszmánok hódították meg. Közvetlen forrással ennek bekövetkeztéről 1503-ig nem rendelkezünk, akkor azonban Ključot is meg említik az oszmán-magyar szerződésben, mint oszmán birtokot. Ha figyelembe vesszük, hogy az oszmánok legkésőbb 1495-ben elfoglalták a közeli Kamičak várát is, Kamengrad pedig 1499-ben került uralmuk alá, bizonyosra vehető, hogy Sanica a 16. század kezdetére már mindenképpen oszmán birtok volt.
A „Klisina” nevű lelőhelyen talált templomromok és stećaktöredékek, valamint a Jokić-ház közelében talált két középkori sírkő egy egykori nagyobb nekropolisz maradványait képviselik. Arról, hogy Sanica Gornja területén nagyobb nekropoliszok is voltak a középkori műemlékek lelőhelyeiről az 1930-as években itt járó Milan Karanović feljegyzései is tanúskodnak, aki feljegyezte, hogyan használta fel a helyi lakosság a régi várak és sírkövek maradványait, hogy saját házakat és egyéb létesítményeket építsen.
Sanica 1878-ig tartozott az Oszmán Birodalomhoz, majd az Osztrák-Magyar Monarchia része lett. A monarchia szétesésével 1918-ben előbb a Szerb-Horvát-Szlovén Királyság, majd 1929-től a Jugoszláv Királyság része. 1941-ben megszállták az usztasa és német csapatok, akik a Grmeč-hegységben partizánellenes hadműveletet folytattak. 1945-től a szocialista Jugoszlávia része volt. Az 1960-as évek közepéig Sanica önálló község volt, majd Ključ községhez csatolták. A boszniai háború során 1995-ben szerb lakossága elmenekült a bosznia-hercegovinai hadsereg csapatai elől és csak kevesen tértek vissza. 2013-ra Sanica döntően (97%-ban) bosnyák lakosságú lett.

## Nevezetességei

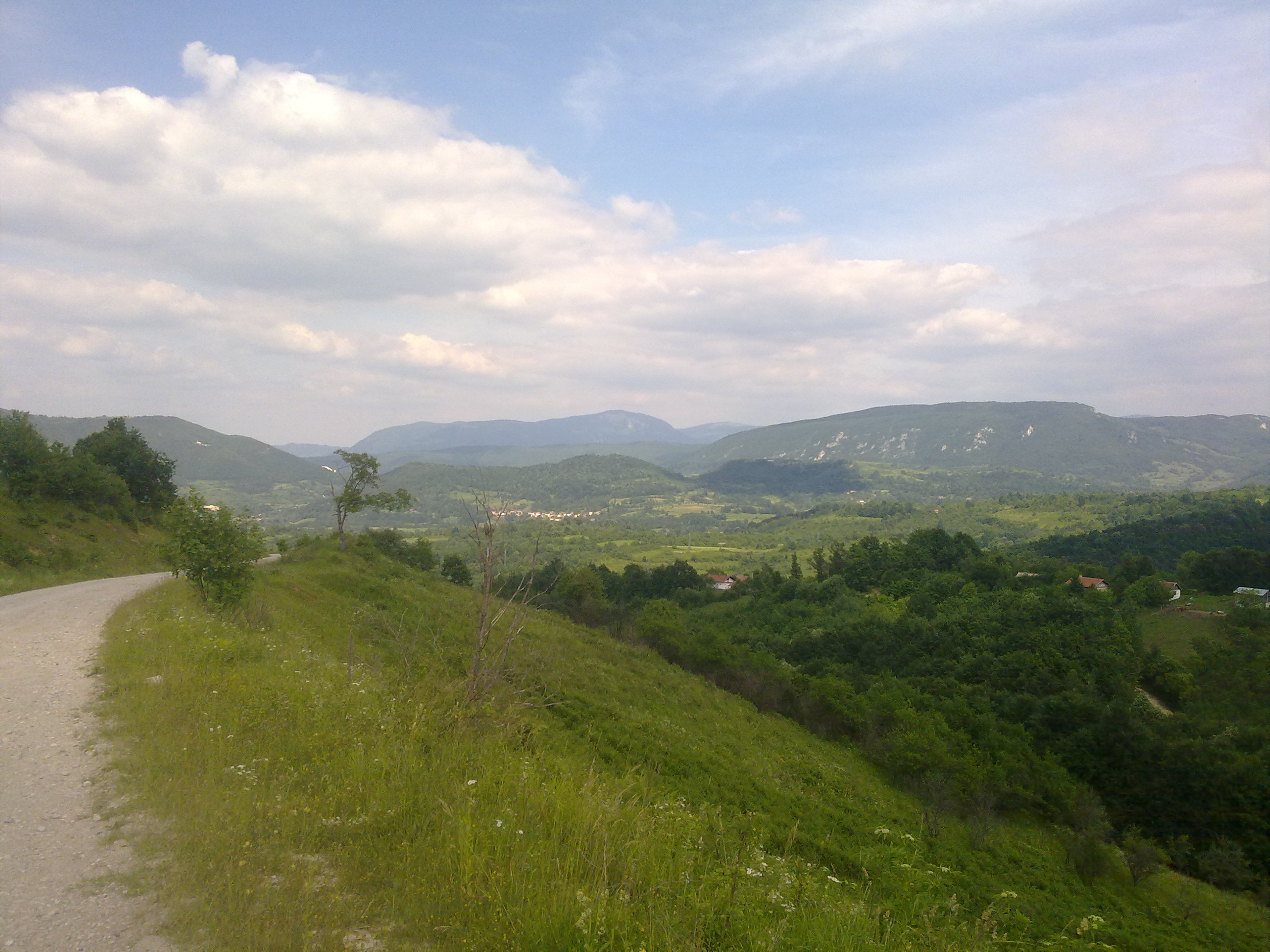
Sanica látképe e Grmeč-hegységből

- A népszámlálás és a vallási épületek 1895-ös adatai szerint Sanicának egy mecsete és egy iszlám iskolája volt. Sanica első mecsete a 16. század végén épült. Ez egy fából épült, 15 méter magas mecset volt, fa minarettel. Második mecset az oszmán uralom vége felé épült. Ez a mecset kőből épült, 15 méter magas fa minarettel. Rossz állapota miatt 1937-ben lebontották ezt a mecsetet, és újat építettek helyette. Az új mecset kőből épült, fából készült minarettel. A fából készült minaretet 1978-ban eltávolították, és vasbeton minaretet építettek. Sanica mecset 1992. június 26-án felgyújtották, 1992. augusztus 1-jén pedig robbantással a minaretet is megsemmisítették.[9] A mai sanicai mecsetet 2010. július 24-én nyitották meg ünnepélyesen, az 1992-ben a szerbek által lerombolt mecset helyett. A mecset 47 méter magas minaretével az egyik legnagyobb mecset a kanton területén.[10]

- Szent Péter és Pál apostolok tiszteletére szentelt pravoszláv temploma 1901-ben épült Sanica Gornján. A bosznia-hercegovinai polgárháború befejezése után a templomot kifosztották és feldúlták, az épületet pedig felrobbantották. A harangot levették és elvitték. Csak a falak maradtak. A háború utáni első szent liturgiát 2007-ben Szent Péter napján tartották. Az egyházi szolgálatot abban az évben és a következő évben Mirko Moravac látta el. Ebben a pozícióban a Previja melletti treskavaci kolostorból jött Várnava szerzetes váltotta fel. 2012 májusában a frissen felszentelt ključi papot, Vladimir Maksimovićot nevezték ki plébánosnak. Azon a nyáron ünnepelték utoljára a szabad ég alatt Szent Péter napját Gornja Sanicában. A felújítás hamarosan a harangtorony és a templomtető rekonstrukciójával megkezdődött. Az épület őszre került tető alá. Mára teljesen felújították. A gornja sanicai templom és plébánia közigazgatásilag a bihács-petrovai ortodox egyházmegyéhez tartozik.

A következő lelőhelyek mind Sanica Gornja területén találhatók:
- Crkvena glavica – ókori erődítmény maradványai egy hosszúkás plató végében. Az erődöt a nyugati, hegy felőli oldalon kőből és fölből épült sáncok védték. A plató nagysága 70x35 méter. A régészeti leletek a felső humuszos rétegből kerültek elő és a vaskorból származnak.[6]

- Dvorišta – római kori település maradványai. A lelőhely a patak feletti 500x300 méteres magaslaton fekvő szántóföldön található. Itt római falak, épületmaradványok, valamint tégla építőanyag került elő. A maradványokat egy 1. és 4. század között létezett villa rustica (villagazdaság) maradványainak tartják.[6]

- Klišina – középkori templom és temető maradványai. A leletek alapján egy keletelt templom romjai találhatók itt, melynek négyszögletes apszisa a keleti oldalon volt. A falak és a sírkövek nagyrészt megsemmisültek. Korát a késő középkorra teszik.[6]

- Palančište – őskori erődítmény maradványai a Szanica forrásvidékén egy kiemelkedő helyen, melyet a leginkább megközelíthető, nyugati oldalon mély árok védett. Korát a késő bronzkorra és a vaskorra teszik.[6]

- Plećina – a Plećina nevű mező felett emelkedő földnyelv végében őskori erőd maradványai találhatók. Az erőd magaslatát a földnyelv többi részétől egy mesterséges nyereg és alacsony sánc védte.[6]

- Šulića glavica – őskori erődített település maradványai egy 40x70 méteres nagyságú platón, melyet három oldalról természeti akadályok, míg a negyedik oldalon mély, mesterséges árok és földsánc védett. korát a késő bronzkorra és a kora vaskorra teszik.[6]

Sanica Donja területén levő lelőhelyek:
- Római épületmaradványok az egykori sanicai vasútállomás épülete mellett, köztük sok pecséttel ellátott téglával.[6]

- Moćila – római épületmaradványok, köztük sok cseréptöredék, tégla és római pénzérmék.[6]